# Аннабель Ли
«Аннабе́ль Ли» (англ. Annabel Lee) — последнее из написанных Эдгаром Алланом По стихотворений. Как и во многих иных поэтических произведениях По, оно развивает тему гибели молодой женщины. Рассказчик, который влюбляется в Аннабель Ли ещё в юности, любит её с такой силой, что даже ангелы начинают завидовать. Любовь к ней не умирает даже после её смерти. Существовали споры о прототипе, если таковой вообще имел место, вдохновившем автора на создание образа Аннабель Ли. Несколько женщин рассматривались, но наиболее вероятной была жена писателя, Вирджиния Элиза Клемм. Стихотворение было написано в 1849 году, но опубликовано лишь после смерти писателя в том же году.
Как утверждает один из биографов По, Аллен Герви, 26 сентября 1849 года Эдгар Аллан По навестил редактора Southern Literary Messenger Томпсона. Гарви так описывает их встречу:

Уходя, По уже в дверях обернулся и сказал: «Кстати, вы всегда были очень добры ко мне. Вот небольшая вещица, которая может вам понравиться». С этими словами он протянул Томпсону свернутый в маленькую трубочку лист бумаги, на котором своим четким красивым почерком переписал «Аннабель Ли»— Аллен Герви «Эдгар По»

## Сюжет
Рассказчик повествует о своей любви к Аннабель Ли, которая началась давным-давно в некоем «королевстве у моря» (in a kingdom by the sea). Несмотря на то, что они были ещё очень молоды, их любовь друг к другу разгорелась с такой силой, что им позавидовали ангелы. Именно этим объясняет рассказчик смерть любимой. Но его любовь продолжается и после смерти девушки. Он уверен, что их души соединены навсегда. Рассказчик мечтает и думает о ней, лежа рядом с ней в её могиле.

## Анализ
Как и многие другие стихотворения По, например «Ворон», «Улялюм» и «К той, что в раю», «Аннабель Ли» продолжает излюбленную тему автора: смерть красивой женщины, которую сам По называл «самой поэтичной темой в мире».
Наряду с другими женскими образами в произведениях По, Аннабель Ли тоже молода и больна. Стихотворение повествует о необычно крепкой и идеальной любви. Рассказчик признаётся, что он и Аннабель Ли были ещё детьми, когда полюбили друг друга. Однако его последующее признание, что ангелы убили Аннабель Ли из зависти, по мнению исследователей творчества По, указывает на то, что сам рассказчик всё ещё пребывает в детских иллюзиях и так и не повзрослел. Это единственное, с его точки зрения, объяснение её смерти повторяется им несколько раз и лишний раз свидетельствует о тяжести утраты и глубине его переживаний.
В отличие от «Ворона», где рассказчик не верит, что когда-либо вновь встретится с любимой, «Аннабель Ли» поселяет уверенность, что эти двое будут вместе, поскольку «ни ангелы неба, ни демоны тьмы разлучить никогда не могли» души рассказчика и Аннабель Ли.

## Источник вдохновения
Остаётся неясным, кто является прототипом главной героини поэмы — Аннабель Ли. Биографы и критики нередко вспоминают, что тема «смерти красивой женщины» в творчестве Эдгара Аллана По берёт своё начало в ранних потерях, которые он пережил: смерть матери Элизабет По, а затем приёмной матери Фрэнсис Аллан. Зачастую биографы придерживаются той точки зрения, что поэма посвящена рано умершей жене писателя, Вирджинии Клемм. Так же считала поэтесса Фрэнсис Осгуд, хотя могла и сама являться источником вдохновения, поскольку в своё время была романтическим увлечением писателя.
Однако Вирджиния всё-таки наиболее вероятный прототип Аннабель Ли: она единственная в окружении По женщина, которую он полюбил ещё девочкой, единственная, кто была ему «невестой» и умерла в юном возрасте. Если исходить из автобиографичности стихотворения, то эта гипотеза подтверждается также и теорией о том, что По и Вирджиния так и не совершили консуммацию своего брака, а юная Аннабель Ли в поэме упоминается в третьем лице, как «maiden», то есть незамужняя девица, девушка. Некоторые критики, в том числе один из исследователей творчества По Томас Оллив Мэббот (англ. Thomas Ollive Mabbott), считали, что «Аннабель Ли» является плодом мрачного воображения Эдгара По и ни к какой конкретной женщине отношения не имеет.
Прототипами Аннабель Ли также могли быть Сара Эльмира Ройстер (англ. Sarah Elmira Royster), детское увлечение писателя, а также поэтесса Сара Хелен Уитман, которой писатель посвятил в своё время стихотворение «To Helen».
Существует городская легенда Чарльстона (шт. Южная Каролина), согласно которой некий моряк познакомился с девушкой по имени Аннабель Ли. Её отец не одобрил отношений, и им пришлось встречаться тайком на кладбище, пока время его пребывания в Чарльстоне не истекло. Позднее он узнал, что Аннабель умерла от лихорадки, а её отец не позволил позвать его на похороны.
Не зная точного места захоронения Аннабель, моряк день и ночь дежурил на кладбище у фамильного склепа в надежде получить возможность попрощаться с ней. Доподлинно неизвестно, слышал ли Эдгар Аллан По эту легенду и могла ли она вдохновить его на написание стихотворения.